# 希臘文化和體育部
文化和体育部（希臘語：  Υπουργείο Πολιτισμού και Αθλητισμού) 是希腊的一個部，它负责管理希臘的文化遗产以及該國的体育运动。该部成立于1971年。
该部成立于1971年，當時名为文化和科学部（Ὑπουργεῖον Πολιτισμοῦ καὶ Ἐπιστημῶν），1985年7月26日改称文化部（Υπουργείο Πολιτισμού）。2009年10月7日，它与旅游发展部合并为文化和旅游部（Υπουργείο Πολιτισμού και Τουρισμού）。2012年6月21日，希臘旅游部又重新设立，該部被合併入其他部門，名稱為教育、宗教事务、文化和体育部。2013年6月25日，文化和体育部又重新成為一個獨立部門。2015年1月27日，它再次与教育部合并，名稱為文化、教育和宗教事务部。2015年9月23日，希臘文化和體育部再次設立。